# Niiname-sai

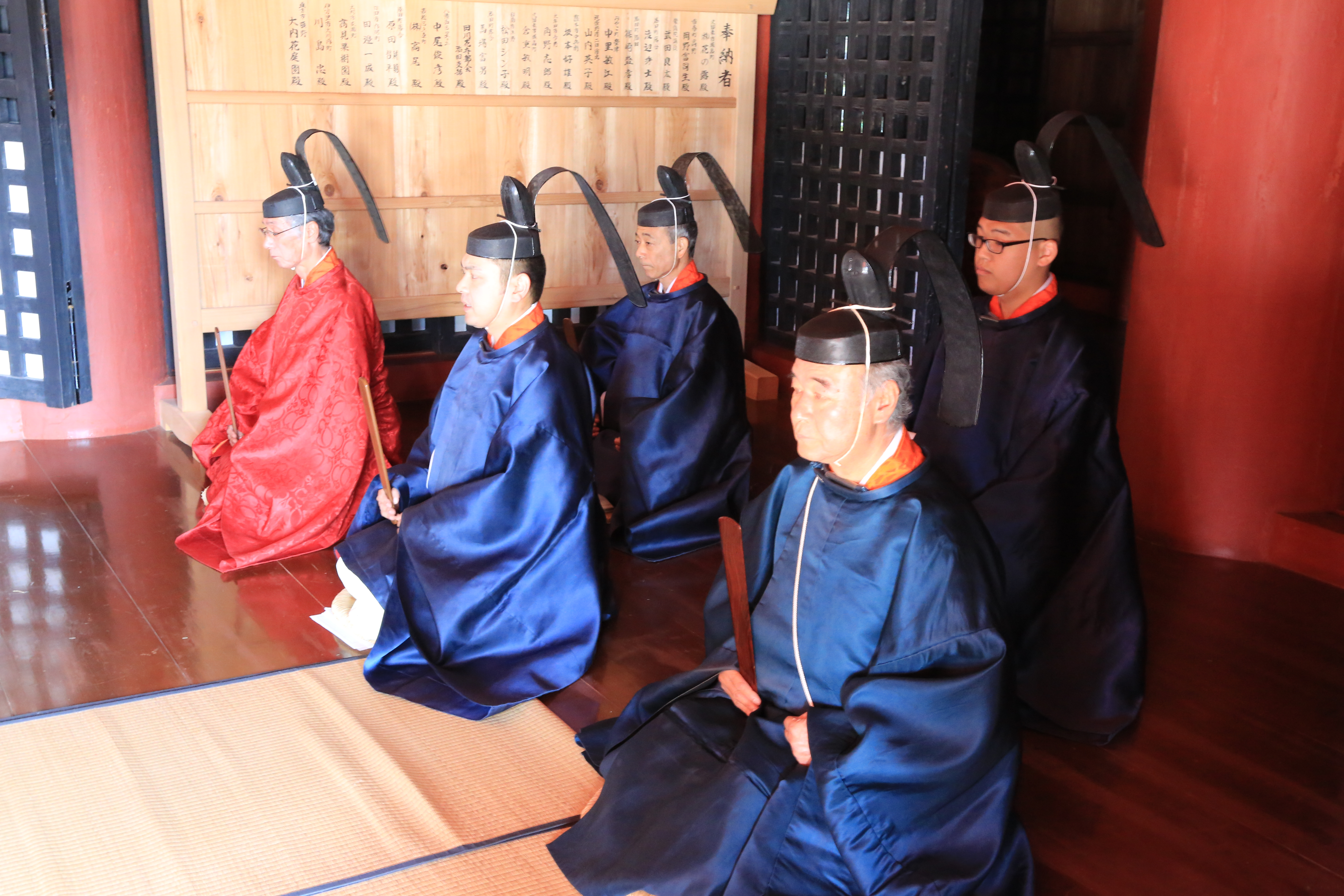
Das Niiname-sai an einem japanischen Schrein

Das Niiname-sai (jap. 新嘗祭, „Feier der neuen Kostprobe“, auch Shinjō-sai und Niiname-no-Matsuri genannt) ist eine jährlich am 23. November durchgeführte shintōistische Ernte-Zeremonie, bei welcher frisch geernteter Reis geopfert wird, um den Kami für das erfolgreiche Jahr zu danken und für ein neues ertragreiches Jahr zu beten. Niiname-sai-Zeremonien finden in ganz Japan statt, die wichtigste wird dabei vom Tennō selbst durchgeführt. Seit dem Ende des Zweiten Weltkrieges ist der 23. November ein Feiertag und wird auch als Tag des Dankes für die Arbeit gefeiert.

## Herkunft der Zeremonie
Das Niiname-sai ist die Bezeichnung für das shintoistische Erntedankfest in Japan und findet jährlich am 23. November statt. Es wird im Kaiserpalast in Tokio sowie in vielen Schreinen im ganzen Land abgehalten.
Das Niiname-sai wird bereits in der Reichschronik Nihonshoki (720) erwähnt. Seine Ursprünge reichen aber wahrscheinlich bis zur Yayoi-Periode (300 v.-300 n. Chr.) zurück, als sich der (Nassfeld-)Reisanbau in Japan erstmals verbreitete. Ursprünglich fand die Zeremonie am Tag des Hasen des 11. Monats nach dem Lunarkalender statt, im Zuge der Einführung des Gregorianischen Kalenders in der Meiji-Zeit (1868–1912) wurde sie auf den 23. November festgelegt.
Mit dem Ende des Zweiten Weltkrieges wurde der 23. November als Tag des Dankes für die Arbeit zum Feiertag erklärt, um die neuen Rechte für die Arbeiter zu feiern. Seitdem wird das Niiname-sai nur noch als „private Funktion bzw. Ritus“ von der kaiserlichen Familie bzw. verschiedenen Schreinen zelebriert. Heutzutage werden am 23. November vor allem diverse Feste zu den Themen Frieden, Menschenrechte und Umwelt ausgerichtet.

## Ablauf der Zeremonie
Ursprünglich wurde der Opferreis für das Niiname-sai des Kaiserhauses auf durch Divination für diesen Zweck bestimmen Feldern in der Umgebung von Kyoto angebaut, die das Reich und seine Provinzen symbolisierten. Heute geschieht das durch den Kaiser selbst in den Anlagen des Kaiserpalastes in Tokio.
Während der Zeremonie am 23. November opfert der Kaiser dann rituell die „5 Getreidearten“ (五穀 gokoku) von der „neuen Ernte“ (新穀 shinkoku) nicht einem einzelnen Kami, sondern dem ganzen Pantheon der Japanischen Gottheiten, den sogenannten Tenjin Chigi (天神地祇 ‚Götter des Himmels und der Erde‘), um sich für das erfolgreiche Jahr zu bedanken und ihren Segen für eine ertragreiche Ernte im nächsten Jahr sicherzustellen.
Im Jahr der Thronbesteigung eines neuen Kaisers wird das erste Niiname-sai nach der Thronbesteigung als Daijō-sai („Feier der großen Kostprobe“) bezeichnet und mit wesentlich größerem Aufwand und unter Durchführung besonderer Rituale durchgeführt.
Dass die Opfergaben für das Niiname-sai von einer Frau vorbereitet werden, gilt manchen als Hinweis auf eine ursprünglich matriarchalische Gesellschaft Japans und eine Sonderrolle weiblicher Schamaninnen in dieser Zeit.